# Урэлемент
В теории множеств, разделе математики, урэлемент или ур-элемент (от немецкой приставки ur-, обозначающей «изначальный» или «исходный») — это объект (конкретный или абстрактный), который не является множеством, но который может быть элементом множества. Урэлементы иногда называются «атомами».

## Теория
Если {\displaystyle U} — это урэлемент, не имеет смысла говорить, что
{\displaystyle X\in U,}
однако
{\displaystyle U\in X}
является законным утверждением.
Не следует путать урэлемент с пустым множеством — утверждение
{\displaystyle X\in \varnothing }
является правильно оформленным, но ложным.
Этот взгляд на урэлементы базируется на двухтиповой теории множеств, то есть любое множество находится в области, содержащей два типа сущностей, а именно — множества и урэлементы. Альтернативный подход заключается в том, что можно рассматривать урэлементы как отдельные пустые множества в однотиповой теории множеств. В этом случае аксиома расширяемости должна быть сформулирована и применяться с осторожностью.

## Урэлементы в теории множеств
Урэлементы впервые появились в теории множеств Цермело в 1908 году. Последующие исследования выявили, что в контексте этой и близких аксиоматических теорий множеств урэлементы имели небольшое математическое значение. Таким образом, в канонических аксиоматических теориях множеств ZF и ZFC урэлементы не упоминаются вовсе. В теории типов объект типа 0 может быть назван урэлементом, отсюда и название «атом».